# Rapid Communications in Mass Spectrometry
Rapid Communications in Mass Spectrometry, abgekürzt Rapid Commun. Mass Spectrom., ist eine wissenschaftliche Fachzeitschrift, die vom Wiley-Blackwell-Verlag veröffentlicht wird. Die erste Ausgabe erschien im Jahr 1987. Derzeit erscheint die Zeitschrift mit 24 Ausgaben im Jahr. Es werden Artikel veröffentlicht, die sich mit allen Aspekten der Massenspektrometrie beschäftigen.
Der Impact Factor lag im Jahr 2019 bei 2,200. Nach der Statistik des ISI Web of Knowledge wird das Journal mit diesem Impact Factor in der Kategorie analytische Chemie an 43. Stelle von 86 Zeitschriften, in der Kategorie Spektroskopie an 15. Stelle von 42 Zeitschriften und in der Kategorie biochemische Forschungsmethoden an 46. Stelle von 77 Zeitschriften geführt.